# Stauromedusae
Las estauromedusas (Stauromedusae) son un orden de la clase Staurozoa, del filo Cnidaria. Se trata de formas sésiles. La superficie aboral (ver simetría radial), correspondiente a la exumbrela de otras medusas, se prolonga en un tallo gracias al cual se fijan al sustrato, en especial algas y rocas. La mayoría tienen unos 5 cm de largo, aunque hay algunas mayores de hasta 15 cm. Las especies del Océano Atlántico viven en aguas profundas y frías, mientras colonias de estauromedusas pueden vivir a poca profundidad, especialmente en el Océano Índico y Atlántico meridional. Se alimentan de peces pequeños que no alcanzan a medir 1,5 cm y de zooplancton.

## Sistemática
Hasta hace poco se consideraban un orden dentro de la clase Scyphozoa, pero se elevaron a la categoría de clase tras un estudio cladístico.
Los Estaurozoos se dividen en dos subórdenes, que incluyen un total de 5 familias, 14 géneros y 50 especies:

### Suborden Eleutherocarpida James-Clark, 1863

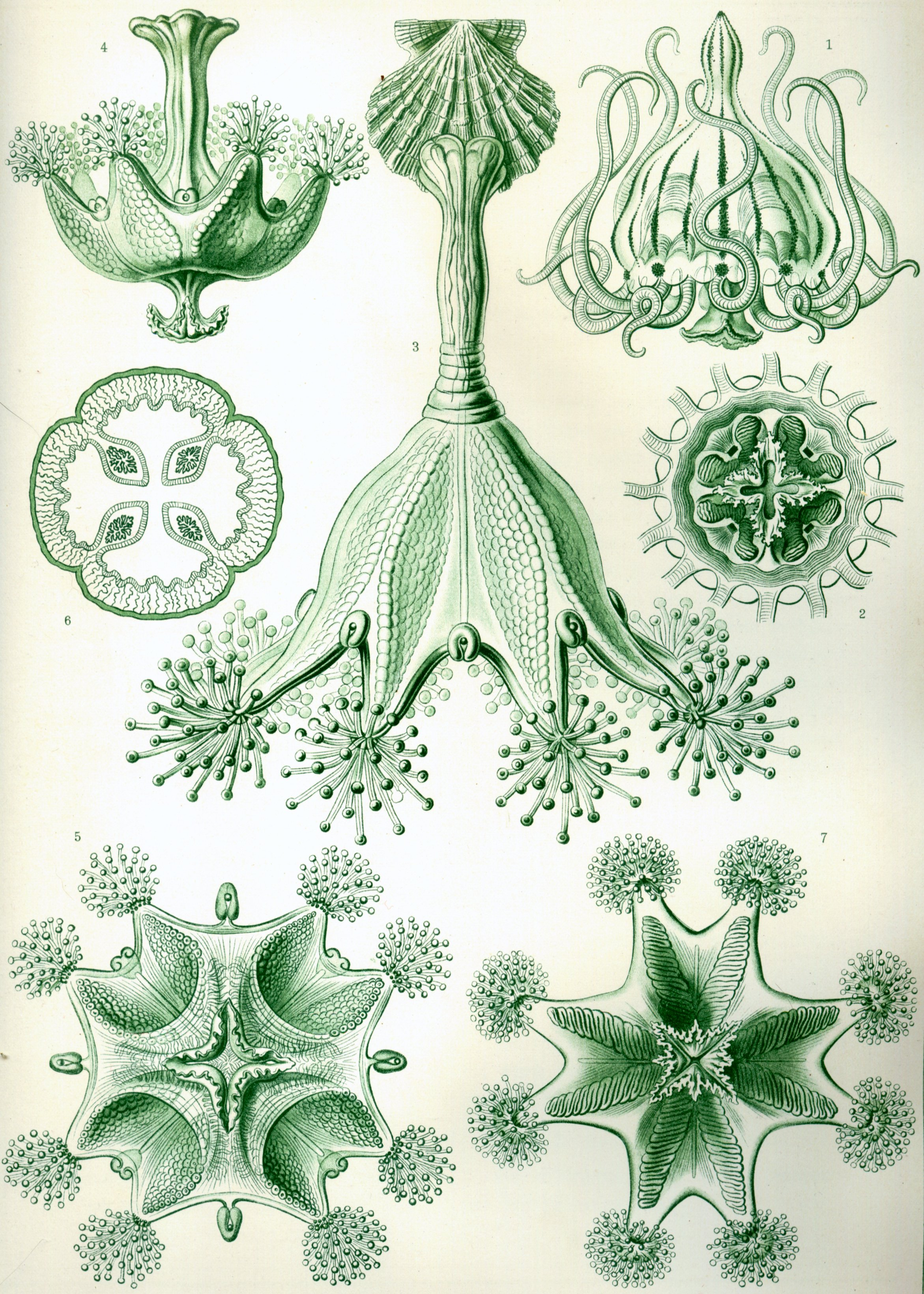
«Stauromeduse». Ernst Haeckel, Kunstformen der Natur (1904)

#### Familia Lucernariidae Johnston, 1847
- Subfamilia Lucernariinae Carlgren, 1935
  - Haliclystus James-Clark, 1863
    - Haliclystus antarcticus Pfeffer, 1889
    - Haliclystus auricula (Rathke, 1806)
    - Haliclystus borealis Uchida, 1933
    - Haliclystus californensis Kahn, Matsumoto, Hirano and Collins, 2010
    - Haliclystus kerguelensis Vanhöffen, 1908
    - Haliclystus monstrosus (Naumov, 1961)
    - Haliclystus octoradiatus (Lamarck, 1816)
    - Haliclystus salpinx James-Clark, 1863
    - Haliclystus sanjuanensis Gellermann, 1926
    - Haliclystus sinensis Ling, 1937
    - Haliclystus stejnegeri Kishinouye, 1899
    - Haliclystus tenuis Kishinouye, 1910

  - Lucernaria O. F. Müller, 1776
    - Lucernaria australis Vanhöffen, 1908
    - Lucernaria bathyphila Haeckel, 1879
    - Lucernaria haeckeli (Antipa, 1891)
    - Lucernaria infundibulum Haeckel, 1880
    - Lucernaria janetae Collins and Daly, 2005
    - Lucernaria kuekenthali (Antipa, 1891)
    - Lucernaria quadricornis O. F. Müller, 1776
    - Lucernaria sainthilairei (Redikorzev, 1925)
    - Lucernaria walteri (Antipa, 1891)

  - Stenoscyphus Kishinouye, 1902
    - Stenoscyphus inabai (Kishinouye, 1893)

  - Stylocoronella Salvini-Plawen, 1966
    - Stylocoronella riedli Salvini-Plawen, 1966
    - Stylocoronella variabilis Salvini-Plawen, 1987

#### Familia Kishinouyeidae Uchida, 1929
- Kishinouyea Mayer, 1910
  - Kishinouyea corbini Larson, 1980
  - Kishinouyea hawaiiensis Edmondson, 1930
  - Kishinouyea nagatensis (Oka, 1897)
- Lucernariopsis Uchida, 1929
  - Lucernariopsis campanulata (Lamouroux, 1815)
  - Lucernariopsis capensis Carlgren, 1938
  - Lucernariopsis cruxmelitensis Corbin, 1978
  - Lucernariopsis tasmaniensis Zagal et al. 2011
  - Lucernariopsis vanhoeffeni (Browne, 1910)
- Sasakiella Okubo, 1917
  - Sasakiella cruciformis Okubo, 1917
  - Sasakiella tsingtaoensis Ling, 1937

#### Familia Kyopodiidae Larson, 1988
- Kyopoda Larson, 1988
  - Kyopoda lamberti Larson, 1988

#### Familia Lipkeidae Vogt, 1886
- Lipkea Vogt, 1886
  - Lipkea ruspoliana Vogt, 1886
  - Lipkea stephensoni Carlgren, 1933
  - Lipkea sturdzii (Antipa, 1893)

### Suborder Cleistocarpida James-Clark, 1863

#### Familia Depastridae Haeckel, 1879
- Subfamilia Depastrinae Uchida, 1929
  - Depastromorpha Carlgren, 1935
    - Depastromorpha africana Carlgren, 1935

  - Depastrum Gosse, 1858
    - Depastrum cyathiforme (M. Sars, 1846)
- Subfamilia Thaumatoscyphinae Carlgren, 1935
  - Halimocyathus James-Clark, 1863
    - Halimocyathus platypus James-Clark, 1863

  - Manania James-Clark, 1863
    - Manania atlantica (Berrill, 1962)
    - Manania auricula (Fabricius, 1780)
    - Manania distincta (Kishinouye, 1910)
    - Manania gwilliami Larson and Fautin, 1989
    - Manania handi Larson and Fautin, 1989
    - Manania hexaradiata (Broch, 1907)
    - Manania uchidai Naumov, 1961
- Subfamilia Craterolophinae Uchida, 1929
  - Craterolophus James-Clark, 1863
    - Craterolophus convolvulus (Johnston, 1835)
    - Craterolophus macrocystis von Lendenfeld, 1884